# The Beat Club, Bremen
The Beat Club, Bremen è album live dei King Crimson, pubblicato nel 1999. Viene registrato nel programma tedesco Beat Club a Brema, il 17 ottobre 1972.

## Tracce
1. "The Rich Tapestry of Life" (Bill Bruford, David Cross, Robert Fripp, Jamie Muir, John Wetton) 29:50
2. "Exiles" (Cross, Fripp, Richard Palmer-James) 7:55
3. "Larks' Tongues in Aspic (Parte I)" (Bruford, Cross, Fripp, Muir, Wetton) 6:55

## Formazione
- Robert Fripp - chitarra, mellotron
- John Wetton - basso, voce
- David Cross - violino, mellotron
- Bill Bruford - batteria
- Jamie Muir - percussioni